# عشق پولی
عشق پولی (انگلیسی: Paid to Love) یک فیلم کمدی صامت آمریکایی است که در سال ۱۹۲۷ منتشر شد.

## بازیگران
- جورج اوبرایان
- ویرجینیا والی
- جی. فارل مک‌دانلد
- ویلیام پاول
- هانک مان
- میرتا استرلینگ
- تاینی سندفورد